# كسيان (تشايبارة)
كسيان (بالفارسية: کسیان) هي قرية تقع في قسم بسطام الريفي (مقاطعة تشايبارة) في إيران. يقدر عدد سكانها بـ 248 نسمة بحسب إحصاء 2016.